# آبي مورغان
آبي مورغان (بالإنجليزية: Abi Morgan)‏ كاتبة سيناريو بريطانية من مواليد 1968.

## من أفلامها
- 2013، المرأة الخفية
- 2011، المرأة الحديدية

## روابط خارجية
- آبي مورغان على موقع IMDb (الإنجليزية)
- آبي مورغان على موقع قاعدة بيانات الأفلام العربية
- آبي مورغان على موقع ألو سيني (الفرنسية)
- آبي مورغان على موقع أول موفي (الإنجليزية)
- آبي مورغان على موقع قاعدة بيانات الأفلام السويدية (السويدية)
- آبي مورغان على موقع قاعدة بيانات الفيلم (الإنجليزية)
- آبي مورغان على موقع كينوبويسك (الروسية)